# Trichopezizella badiella
Trichopezizella badiella är en svampart som tillhör divisionen sporsäcksvampar, och som först beskrevs av Petter Adolf Karsten, och fick sitt nu gällande namn av Ain (G.) Raitviir. Trichopezizella badiella ingår i släktet Trichopezizella, och familjen Hyaloscyphaceae. Arten är reproducerande i Sverige.